# Debarwa
Debarwa (tiếng Tigrinya: ድባርዋ phát âm tiếng Tigrinya: [dɨbarwa]) là một thị trấn ở vùng Debub, Eritrea. Nó nằm cách thủ đô Asmara 25 km về phía nam.

## Lịch sử
Debarwa từng là thủ đô của vương quốc cổ đại Medri Bahri. Đoàn thám hiểm của Cristóvão da Gama đã đến thăm thị trấn này vào năm 1542.
Năm 1559, cuộc tấn công của Đế quốc Ottoman tại Medri Bahri đã tạm ngừng ở Debarwa do một đợt dịch cúm.

## Nhân khẩu
Phần lớn người dân ở Debarwa là người Tigrinya, theo Chính thống giáo Tewahedo Eritrea.

## Kinh tế
Các loại nông sản tại Debarwa bao gồm khoai tây, cà chua và ngũ cốc. Thị trấn cũng khai thác vàng, đồng, bạc và kẽm.